# Đặng Đình Lân
Đặng Đình Lân (9 tháng 4 năm 1667 – 22 tháng 7 năm 1731) là một trọng thần thời Lê Trịnh từng làm đến chức Đại tư mã, được ban tước Quận công và theo họ của chúa Trịnh. Ông không chỉ thuộc dòng dõi họ Đặng ở Lương Xá mà còn là cháu ngoại của Tây Đô vương Trịnh Tạc, cháu ruột của Khang vương Trịnh Căn. Ông làm quan qua 4 đời chúa Trịnh từ Trịnh Tạc đến Uy Nam vương Trịnh Giang và 3 đời vua nhà Lê trung hưng từ Lê Hy Tông đến Lê Duy Phường.

## Cuộc đời
Đặng Đình Lân hay Đặng Tiến Lân, về sau được ban họ Trịnh trở thành Trịnh Lân, sinh ngày 9 tháng 4 năm 1667, là con trai Yên Quận công Đặng Tiến Thự và Quận chúa Trịnh Thị Ngọc Thuyên – con gái trưởng của Tây Đô vương Trịnh Tạc, chị cùng mẹ của Khang vương Trịnh Căn, được phong làm Ôn Cung Đoan Tĩnh Thái trưởng Quận thượng chúa. Ông vừa là hậu duệ của dòng họ Đặng ở Lương Xá – một dòng họ lớn có quan hệ nhiều đời với họ Trịnh, vừa là cháu ngoại của chúa Trịnh. Ông nội của Đặng Tiến Thự là Hà Quận công Đặng Tiến Vinh, từng làm đến chức Đô đốc dưới thời Lê Trịnh và được nhà Tây Sơn truy phong làm Thượng đặng Đại vương. Tiến Vinh chính là con trai trưởng của Nghĩa Quốc công Đặng Huấn, danh tướng có công lớn cho triều Lê trong Chiến tranh Lê–Mạc.
Cuối năm 1682, Trịnh Tạc qua đời, Trịnh Căn nối ngôi chúa. Một thời gian ngắn sau, Đặng Tiến Lân được thăng lên chức Tham đốc hàm Tòng nhị phẩm. Đến năm 1685, ông cưới quận chúa Ngọc Qua, con gái của Lương Mục vương Trịnh Vịnh, tức cháu nội của chúa Trịnh Căn đang tại vị lúc bấy giờ. Một năm sau, ông được thăng chức Đề đốc hàm Chính nhị phẩm. Lúc bấy giờ ông chỉ mới chưa tròn 20 tuổi. Đến năm 1695, ông được bổ nhiệm làm Đô đốc Thiêm sự. Năm 1699, ông được điều làm Trấn thủ xứ Sơn Tây. Ông vốn cai quản cơ Tả Nhuệ, nay kiêm quản thêm cơ Tả Dực. Đến năm 1709, ông được thăng làm Hữu Đô đốc hàm Chính nhất phẩm, nhưng không lâu sau thì bị người dân tố cáo mà bị hạ xuống Đô đốc Đồng tri, tạm dừng Trấn thủ Sơn Tây và trở về kinh thành.
Năm 1709, Trịnh Căn qua đời, chắt là Trịnh Cương nối ngôi. Hai năm sau, Trịnh Cương suy ơn cho các quan văn võ nên Tiến Lân được thăng làm Tả Đô đốc, phái làm Trấn thủ xứ Thái Nguyên. Do ông vốn cai quản cơ Tả Dực nên ông phụng mệnh mở quân doanh Tả trấn. Đến năm 1714, ông được thăng làm Thiếu phó hàm Chính nhất phẩm. 3 năm sau, anh trai ông là Đặng Đình Tướng xin thôi giữa chức Trấn thủ Sơn Nam, Tiến Lân được sai kế nhiệm vị trí này, đổi sang cai quản quân doanh Trung Dũng. Năm 1720 và 1721, ông liên tiếp thăng Thái bảo, Thái phó rồi Chưởng phủ. Năm 1722, chúa Trịnh Cương bắt đầu thiết đặt 6 doanh Trung Dực, Trung Oai, Trung Thắng, Trung Khuông, Trung Nhuệ và Trung Tiệp, mỗi doanh 800 người. Đình Lân là 1 trong 6 người được bổ nhiệm thống lãnh các doanh này. Đến năm 1724, ông được thăng làm Thái tể; 3 năm sau thì thăng chức Đại tư không.
Năm 1729, Trịnh Giang nối ngôi chúa. Không lâu sau, Tiến Lân được thăng làm Đại tư mã. Tháng 6 năm 1730, ông được cử đi làm Trấn thủ Sơn Nam, nhưng ông chỉ tại nhiệm được 1 năm thì qua đời vào ngày 22 tháng 7 năm 1731 tại dinh Dịch Vọng.

## Gia đình
Chính thất của Đặng Tiến Lân quận chúa Trịnh Thị Ngọc Qua, con gái của Lương Mục vương Trịnh Vịnh, chị em cùng mẹ với Tấn Quang vương Trịnh Bính, kết hôn năm 1685. Tiến Lân là con gái của Thái trưởng Quận chúa Ngọc Tuyên, chị gái cùng mẹ với Khang vương Trịnh Căn. Vậy nên Tiến Lân và Lương Mục vương Trịnh Vịnh vốn là anh em họ, nhưng Tiến Lân lại cưới con gái ruột của Trịnh Vịnh. Theo ghi chép của gia phả nhà họ Đặng, sau khi kết hôn không lâu thì Quận chúa có thái độ bất kính với nhà chồng nên cả hai đã ly dị.
Yên Quận công Đặng Tiến Thự là người nối dõi dòng chính của dòng họ Đặng ở Lương Xá. Tiến Lân vốn không phải con trai trưởng nhưng lại là con đích do Thái trưởng Quận chúa sinh ra mà trở thành tông tử. Nhưng Tiến Lân không có con trai, vì vậy ông đã nuôi các em mình làm người nối dõi, trong đó có trưởng nam là Vinh Quận công Đặng Đình Trứ, con trai thứ 11 của Yên Quận công Đặng Tiến Thự và hai thứ nam là Kế Quận công Đặng Đình Luân và Dật Hải hầu Đặng Đình Khôi.